# マリオテニス オープン
『マリオテニス オープン』（MARIO TENNIS OPEN）は、任天堂より2012年5月24日に発売された、ニンテンドー3DS専用ゲームソフト。アメリカでは同年5月20日、ヨーロッパでは同年5月25日に発売。

## 概要
『マリオテニス』シリーズ第5作目。シリーズ初のインターネット対戦に対応している。また、携帯型シリーズとしては、キャラを成長させていくRPG要素が無い初の作品である。ニンテンドー3DSならではの要素として、3DS本体を傾けての視点変更や、ボタン操作を下画面のショットパネルのタッチで代用することなどが可能。
Miiを操作キャラクターに設定でき、コスチュームやラケットなどを着せ替えることで能力を変化させることができる。

## プレイモード
トーナメント
好きなキャラクターを選び、以下の4つのトーナメントに上から順番に挑む。シングルスとダブルスの2部門があり、ダブルスではパートナーキャラを選んで対戦する。
- ワールドオープン
  - キノコカップ - キノコバレー
  - フラワーカップ - ワリオデザート
  - バナナカップ - DKジャングル
  - チャンピオンカップ - マリオスタジアム

特定の条件を満たすことで、キャラの能力が強化する「スターキャラ」になったり、ライバルが手強くなったいわゆる裏モード「スターオープン」にも挑めるようになる。
- スターオープン
  - 1UPキノコカップ - ピーチパレス
  - アイスフラワーカップ - ペンギンアイランド
  - こうらカップ - クッパキャッスル
  - ファイナルカップ - ギャラクシードーム（メタモルコート）

フリー対戦（エキシビション）
好きなキャラクターとCPUキャラクター、コート、ルールを決め、自由に対戦する。
スペシャルゲーム
マリオテニスならではの特別なゲームにチャレンジする。以下の4つのゲームがあり、各種目とも4段階のレベルがある。稼いだ得点はコインに換算され、ショップMiiのコーディネートに必要な物を買うのに使う。
- Super Mario Tennis

マリオシリーズ初作「スーパーマリオブラザーズ」とテニスが一体化したゲーム。ボールを画面に向かって打ち、敵やコインにぶつけることで残り時間を稼ぎ、ゴールを目指す。また、アイテムを取るとボールの形が色々変化する（キノコを取った場合はボールが大きくなるなど）。3回ボールを取り逃がすとゲームオーバーとなる。2人対戦のときは、画面をボールがすり抜けるようになるため、打ち合いしながらボールを敵やアイテムにぶつけて進めていく。
- リングショット

ボールを打ち合いながらコートの真ん中にあるリングにボールを通し、得点を稼ぐゲーム。得点はリングの大きさによって異なる。
- ギャラクシーラリー

チコとボールを打ち合い、コート上の穴に気をつけながら星の輪っかにボールを通し、コインを稼ぐゲーム。
- インクパックンチャレンジ

インクパックンの吐き出すボールを打ち返し、相手のコートに入った数を競う。インクパックンは時々インクボールを吐き出すことがあり、これを取り逃がすとインクが画面に付着して見にくくなってしまう。相手がボールを打ち返したりボールを取りにがしてしまうと残りボールが1つ減ってしまう。

## ショット
ショットは全6種類ある。試合中に自分側にチャンスエリアが出現することがあり、そのエリアの色に応じたショットをエリア内で打つことで通常よりも強力なチャンスショットで打ち返すことができる。相手側からのチャンスショットを打ち返すと、大きくのけぞったり激しくスピンしたりしてしまう。
かんたんショット（X）
状況に適したショットを自動で選び打ち返す。ただし、チャンスショットの威力はやや落ちる。
トップスピン（A）
順回転をかけ、球足は速めでやや高くバウンドするショット。軌道の色は赤で、チャンスショットの絵柄はファイアフラワー。
フラット（Y）
回転をかけず、最も球足が速い真っ直ぐ打ち返すショット。軌道の色は紫で、チャンスショットの絵柄はスーパースター。
なお、チャンスショット内でフラットを打った場合はスマッシュになり、決めればスマッシュエースを取得できる。
スライス（B）
逆回転をかけ、球足は遅くバウンドが低いショット。強いカーブをかけられる。軌道の色は青で、チャンスショットの絵柄はゲッソー。
ロブ（A→B）
相手コートの後方に高く打ち上げるショット。相手が手前にいる時に打ち返すと有利である。軌道の色は黄色で、チャンスショットの絵柄はプクプク。
ドロップショット（B→A）
相手コートの手前に打ち落とすショット。相手が後方にいる時に打ち返すと有利である。軌道の色は白で、チャンスショットの絵柄はボムへい。

## 使用キャラクター
全16キャラクター+Mii
- ゲーム開始から使用できるキャラクター
  - マリオ（オールラウンド）
  - ルイージ（オールラウンド）
  - ピーチ（テクニック）
  - デイジー（テクニック）
  - ヨッシー（スピード）
  - ドンキーコング（パワー）
  - ディディーコング（スピード）
  - ワリオ（パワー）
  - ワルイージ（ディフェンス）
  - クッパ（パワー）
  - クッパJr.（トリッキー）
  - テレサ（トリッキー）
  - Mii
- 特定の条件を満たすと使用できるキャラクター
  - ベビィマリオ（スピード）
  - ベビィピーチ（トリッキー）
  - チコ（テクニック）
  - ほねクッパ（ディフェンス）
- 専用QRコードを読み込むと使用できるキャラクター
  - あかヨッシー（テクニック）
  - あおヨッシー（スピード）
  - みずいろヨッシー（スピード）
  - きいろヨッシー（パワー）
  - ピンクヨッシー（テクニック）
  - しろヨッシー（トリッキー）
  - くろヨッシー（オールラウンド）
  - メタルマリオ（パワー）

専用QRコードはゲーム雑誌やパンフレットなどで先行配信されているが、現在は公式サイト内でも配信されている。

## コート
各コートによってバウンドのしやすさ、球の速さ（球足）などが異なる。今作では主審はキノピオが、副審はジュゲムが担当している。線審は基本はキノピオだがコートによっては異なるキャラクターが担当していることもある。
キノコバレー
- キノココート 球足…遅い バウンド…強い

キノコカップで使用されるコート。球足は遅いがバウンドが強いので、初心者でも戦いやすいコート。
線審はノコノコ。

ワリオデザート
- サンドコート 球足…遅い バウンド…弱い

フラワーカップで使用されるコート。砂で被われているため球足が遅くバウンドも弱め。なおボールの色はこのコートのみ白となっている。BGMは『ワリオランド3 不思議なオルゴール』の出発の森のアレンジ。
線審はヘイホー。

DKジャングル
- ウッドコート 球足…普通 バウンド…普通

バナナカップで使用されるコート。床は木の板でできており球足もバウンドも平均並で戦いやすい。
線審はキノピオ。

マリオスタジアム
線審はどのコートでもキノピオ。
- ハードコート 球足…普通 バウンド…強い

チャンピオンカップ1回戦で使用されるコート。バウンド力が強いため、ボールの落下地点からは少し離れてボールを返す必要がある。
- クレイコート 球足…遅い バウンド…弱い

チャンピオンカップ準決勝で使用されるコート。サンドコートと同じ地形。
- グラスコート 球足…速い バウンド…弱い

チャンピオンカップ決勝で使用されるコート。常に素早い行動を心がける必要がある。
ピーチパレス
- カーペットコート 球足…最速 バウンド…普通

1UPキノコカップで使用されるコート。球足がとにかく速いのでボールの落下地点にあまり近づき過ぎないことが必要となる。BGMは『スーパーマリオ64』のピーチ城のアレンジ。
線審はキノピオ。
ペンギンアイランド
- スノーコート 球足…普通 バウンド…最強

アイスフラワーカップで使用されるコート。ボールが非常によく弾むため、全体的にショットの威力が上がりやすくなっている。このコートでタイブレークになるとBGMが『スーパーマリオブラザーズ3』の氷の国のマップのアレンジになる。
線審はペンギン。
クッパキャッスル
- ストーンコート 球足…速い バウンド…強い

こうらカップで使用されるコート。球足が速くボールのバウンドも強いので、より早く落下地点に近づいてショットを打つのが決め手となる。BGMは『スーパーマリオ64』の1回目と2回目のクッパ戦のアレンジ。
線審はメカクッパ。
ギャラクシードーム（隠しコート）
線審はどちらのコートでもチコ。
- クリスタルコート 球足…最速 バウンド…最強

球足もバウンドもトップクラスの強さを持つ。そのため常に素早く動いてボールを打ち返していかなければならない。コートの中で唯一トーナメントで未使用となっている。スターオープンを全てクリアするとフリー対戦で使用可能。球足とバウンドが共に究極のコートが登場するのは『マリオテニス64』の「ワルイージコート」以来の登場となる。
- メタモルコート 球足…? バウンド…?

ファイナルカップで使用されるコートで、初めはクリスタルコートの地形だが、チャンスショットで相手コートにボールをバウンドさせると地形が変化する。なお、自分側の地形が変わっているときにチャンスショットをバウンドさせると元のクリスタルコートに戻すことができる。トーナメントでは1回戦、準決勝、決勝でパターンがそれぞれ固定されるが、フリー対戦では完全にランダムになる。なお、どのパターンでも必ず4つ目に「ブラックホール」というこのコートにしかない特別な地形が用意されており、この地形では常に外側に向かってボールが大きく弾むようになる。球の軌道が大きく変わることがあるので要注意。次の地形が何に変わるかは画面左中央の「NEXT」の部分で確認できる。このコートもスターオープンを全てクリアするとフリー対戦で使用可能。